# 隆基
隆基（りゅうき）は、大渤海の高永昌が用いた私年号。1116年。
- 元年正月:大渤海を建国。
- 元年5月:金の攻撃を受け大渤海国滅亡。

## 西暦・干支との対照表
| 隆基 | 元年    |
| 西暦 | 1116年  |
| 干支 | 丙申    |
| 遼   | 天慶6年 |
| 金   | 収国2年 |